# Pristomyrmex orbiceps
Pristomyrmex orbiceps es una especie de hormiga del género Pristomyrmex, tribu Crematogastrini, familia Formicidae. Fue descrita científicamente por Santschi en 1914.
Se distribuye por Angola, Camerún, República Centroafricana, República Democrática del Congo, Guinea Ecuatorial, Gabón, Ghana, Costa de Marfil, Nigeria, Uganda y Papúa Nueva Guinea. Se ha encontrado a elevaciones de hasta 750 metros. Habita en bosques primarios, secundarios y húmedos.